# 锡兰Ceylan
锡兰Ceylan（1999年8月10日—），通稱锡兰，本名錫蘭·勒孔特（法語：Ceylan Le Compte），中文名塞瀾，比利时籍網絡紅人與YouTuber，活躍於華語網路創作圈。

## 生平
锡兰出生于比利时布魯塞爾，父親是比利时人，母親是比利時籍華人（原籍遼寧大連），家中有兩個哥哥一個姐姐。在接触到了YouTuber行业後开始向往影片創作者的生活。2013年起在中国大陸视频网站优酷上传Minecraft的游戏视频。家人起初一直对製作视频持观望态度，直到锡兰第一次用赚的钱请他们吃了一顿饭，家人便不再反对运营视频频道。由于忍受不了中国大陸学校所带来的巨大压力而休学一年在家，在此期间投身于视频创作以赚取学费就读国际学校。
2016年錫蘭轉型評價網上熱門事件、製作不要笑挑戰、討論網路現象等生活類影片，2018年在直播時，锡兰無意中點開惡搞習近平圖片，同年8月24日便被B站永久封禁。
2022年2月12日，發布影片「這個B站UP主正在瘋狂抄襲台灣的YouTuber！」，指出Bilibili中國大陸Up主「歐陽尚書w」、「咩也發明家」等人抄襲台灣YouTuber包括小玉、放火、尊和子。
2022年上海疫情封城期間，因漸漸缺乏食物，決定離開上海、回到比利時布魯塞爾，並於4月30日於YouTube發布影片「我逃離了上海」揭露上海封城期間種種荒唐情況，在網路上引起關注。同年6月中旬到台灣暫居45天，期間計畫環島行程，過程中談到有些外國籍YouTuber過度吹捧台灣，讓他過去產生誤解，表示「台灣好，但沒必要無視它有的問題，這樣只會誤導到別人」。
2023年常居臺灣臺北市並偶爾前往上海與比利時，並取得中華民國外僑居留證。
同年4月，頻道達成100萬訂閲。
同年6月20日，發布影片「這些PUA頻道遠比你想像的要糟糕！」，指控PUA頻道「戀愛家教Edward」、「躺平大師JAK」、「馬克搭訕」、「搭訕大師TV」其將性騷擾當成搭訕。
同年9月17日，發布影片「台灣媒體的下限能有多低？」，批評三立新聞台的記者林偉帆對其進行斷章取義的抹黑，以及批評台北市市議員李柏毅未經查證是否屬實就談論此事。
2025年2月7日，发布影片“你的心靈不需要課程”，片长约2小时，揭露大型团体意识训练（LGAT）或涉心理操控与财务风险。影片观看数逾数六百万，另使许多参与过该类课程的网友分享自身经历。